# Міранян Артур Ашотович
Артур Ашотович Міранян (вірм. Արթուր Աշոտի Միրանյան; нар. 27 грудня 1995, Єреван, Вірменія) — вірменський футболіст, нападник «Пюніка».

## Клубна кар'єра
Вихованець донецького «Шахтаря», в структурі якого перебував з 2012 року. Виступав за юніорську та молодіжні команди клубу, також перебував у заявці «Шахтаря-3», проте в її складі не зіграв жодного офіційного матчу. Виступав у футболці «гірників» у юнацькій лізі УЄФА. У цьому турнірі дебютува 17 вересня 2013 року, проти «Реал Сосьєдаду» (груповий етап), цей матч завершився з рахунком 3:2 на користь іспанської команди.
Наприкінці серпня 2014 року залишив донецький клуб та перебрався в македонський «Вардар». Дебютував за столичну команду 14 вересня 2014 року в нічийному (1:1) домашньому поєдинку 7-о туру Першої ліги проти «Ренови». Артур вийшов на поле на 68-й хвилині, замінивши Влатка Гроджановського. У команді перебував один рік, зіграв 12 матчів у чемпіонаті Македонії, в яких не відзначився жодним голом. У середині вересня 2015 року залишив столичну команду, тривалий період часу перебував без клубу.
На початку серпня 2017 року приєднався до «Пюніка». Дебютував у новій команді 15 вересня того ж року в програному (1:2) домашньому поєдинку 6-о туру Прем'єр-ліги проти «Урарту». Міранян вийшов на поле на 46-й хвилині, замінивши Вілліана Араужо. Дебютним голом за «Пюнік» відзнаяився 19 листопада 2017 року на 76-й хвилині переможного (1:0) виїзного поєдинку 13-о туру Прем'єр-ліги проти «Арарату». Артур вийшов на поле в стартовому складі та відіграв увесь матч.

## Кар'єра в збірній
Виступав за юнацькі збірні України різних вікових категорій. На Чемпіонаті Європи серед юнаків до 17 років (відбірковий раунд) дебютував 25 жовтня 2011 року в матчі проти збірної Бельгії, який завершився перемогою України з рахунком 2:0. 
Нападник македонського «Вардар» Артур Міранян висловив бажання виступати за збірну Вірменії і подав відповідну заявку до ФІФА. ФІФА ухвалила рішення задовольнити заявку Міраняна. Дебютував за молодіжну збірну Вірменії 9 вересня 2014 року в поєдинку проти Білорусі, ця гра завершилася перемогою вірменських футболістів з рахунком 2:1.
У футболці національної збірної Вірменії дебютував 12 жовтня 2019 року в нічийному (1:1) поєдинку кваліфікації чемпіонату Європи 2020 проти Ліхтенштейну.

## Статистика виступів

### Клубна
Станом на 5 жовтня 2019
| Клуб              | Сезон             | Ліга                  | Ліга  | Ліга | Національний кубок | Національний кубок | Континент. кубок | Континент. кубок | Інші  | Інші | Загалом | Загалом |
| Клуб              | Сезон             | Дивізіон              | Матчі | Голи | Матчі              | Голи               | Матчі            | Голи             | Матчі | Голи | Матчі   | Голи    |
| ----------------- | ----------------- | --------------------- | ----- | ---- | ------------------ | ------------------ | ---------------- | ---------------- | ----- | ---- | ------- | ------- |
| «Вардар»          | 2014–15           | Перша ліга Македонії  | 12    | 0    | 0                  | 0                  | 0                | 0                | -     | -    | 12      | 0       |
| «Пюнік»           | 2017–18           | Прем'єр-ліга Вірменії | 10    | 1    | 2                  | 0                  | 0                | 0                | -     | -    | 12      | 1       |
| «Пюнік»           | 2018–19           | Прем'єр-ліга Вірменії | 15    | 5    | 0                  | 0                  | 0                | 0                | -     | -    | 15      | 5       |
| «Пюнік»           | 2019–20           | Прем'єр-ліга Вірменії | 8     | 5    | 0                  | 0                  | 6                | 3                | -     | -    | 14      | 8       |
| «Пюнік»           | Загалом           | Загалом               | 23    | 10   | 0                  | 0                  | 6                | 3                | -     | -    | 29      | 10      |
| Усього за кар'єру | Усього за кар'єру | Усього за кар'єру     | 45    | 11   | 2                  | 0                  | 6                | 3                | -     | -    | 53      | 11      |

### По роках
Станом на 12 жовтня 201
| Вірменія | Вірменія | Вірменія |
| Рік      | Матчі    | Голи     |
| -------- | -------- | -------- |
| 2019     | 1        | 0        |
| Загалом  | 1        | 0        |

### По матчах
| Дата       | Місто | Господарі   | Результат | Гості    | Турнір            | Голи | Примітки |
| ---------- | ----- | ----------- | --------- | -------- | ----------------- | ---- | -------- |
| 12-10-2019 | Вадуц | Ліхтенштейн | 1 – 1     | Вірменія | Відбір до ЧЄ 2020 | -    | 83'      |
| Усього     |       | Матчів      | 1         |          | Голів             | 0    |          |

## Досягнення

### Клубні
«Шахтар» (Донецьк)
- Юніорський чемпіонат України
  -  Срібний призер (1): 2013/14

«Вардар»
- Перша ліга Македонії
  -  Чемпіон (1): 2014/15

«Пюнік»
- Прем'єр-ліга Вірменії
  -  Чемпіон (2): 2021/22, 2023/24

### Індивідуальні
- Найкращий бомбардир чемпіонату Вірменії: 2023/24 (23 м'ячі)